# Acracanthostoma nigritarse
Acracanthostoma nigritarse är en spindelart som beskrevs av Lodovico di Caporiacco 1947. Acracanthostoma nigritarse ingår i släktet Acracanthostoma och familjen krabbspindlar.
Artens utbredningsområde är Guyana. Inga underarter finns listade i Catalogue of Life.